# Yida (Sudán del Sur)
Yida es un asentamiento y un campo de refugiados en el estado de Unidad, Sudán del Sur. En 2011 tenía 20 000 habitantes, y, a junio de 2012, tenía más de 50 000. En 2017, contenía a 70 331 refugiados, siendo uno de los campos de refugiados más grandes del mundo. Muchos de ellos son refugiados originarios del estado de Kordofán del Sur y los montes Nuba, escenarios de bombardeos y enfrentamientos entre el ejército sudanés y las facciones rebeldes.
Yida se encuentra en un humedal, a 12 km de la frontera con Sudán. En la temporada de lluvias es «prácticamente una isla».
En 2014, Andrew Berends presentó el documental corto Toys of War para The New York Times, donde retrata la vida de los habitantes de Yida, especialmente de tres niñas, en 2013. Las propuestas de reubicar el campo de refugiados y a sus habitantes desde 2012 por parte de la ACNUR y la Comisión de Sudán del Sur para los Asuntos de Refugiados, acompañados por otras ONG y el gobierno sursudanés, han sido rechazadas y resistidas por los líderes de Yida, por la cercanía con Sudán, la composición del suelo y la desconfianza hacía un nuevo asentamiento.